# Odo Krohmann
Odo Krohmann (* 7. Februar 1911; † 1. Januar 1987) war ein deutscher Schauspieler und Drehbuchautor.

## Leben
Odo Krohmann spielte in den 1940er Jahren in einigen Filmproduktionen mit. Darunter befanden sich 1941 der nationalsozialistische Propagandafilm Mein Leben für Irland von Max W. Kimmich mit Anna Dammann, Werner Hinz und René Deltgen und 1949 das Melodram Nachtwache von Harald Braun mit Luise Ullrich, Hans Nielsen und Dieter Borsche.
Zudem war er auch als Drehbuchautor tätig. Zu seinen Arbeiten zählten unter anderem 1945 die Bücher zu dem Kinderfilm Bravo, kleiner Thomas und 1957 zu dem Historienfilm Herrscher ohne Krone von Harald Braun mit O. W. Fischer, Horst Buchholz und Fritz Tillmann.
Odo Krohmann war mit der Schauspielerin Babette Holst verheiratet.

## Filmografie (Auswahl)
Darsteller
- 1940: Das Herz der Königin
- 1941: Mein Leben für Irland
- 1949: Nachtwache

Drehbuch
- 1945: Bravo, kleiner Thomas
- 1957: Herrscher ohne Krone
- 1957: Der gläserne Turm